# Jonathan Glassner
Pour les articles homonymes, voir Glassner.
Jonathan Glassner est un scénariste, producteur et réalisateur de télévision américain.

## Filmographie

### comme scénariste
- 1985 : Alfred Hitchcock présente (série télévisée)
- 1992 : Mikey
- 1994 : Island City (TV)

### comme producteur
- 1987 : 21 Jump Street ("21 Jump Street") (série télévisée)
- 1991 : Street Justice ("Street Justice") (série télévisée)
- 1994 : Island City (TV)
- 1997 : Stargate SG-1 : Enfants des dieux (TV)
- 2000 : Invisible Man (série télévisée)
- 2002 : Odyssey 5 (série télévisée)

### comme réalisateur
- 1991 : Street Justice ("Street Justice") (série télévisée)
- 2005 : Les Experts : Miami
  - (De sang froid (Cop Killer)) (Saison 3 épisode 13) (série télévisée)
  - (Jeux, test et mort (Game Over)) (Saison 3 épisode 18) (série télévisée)
  - (Trois visages pour un crime (Three-Way)) (Saison 4 épisode 5) (série télévisée)
  - (Le tombeur (The Score)) (Saison 4 épisode 12) (série télévisée)
- 2007 : Les Experts : Miami (Nounous modèles (CSI: My Nanny)) (Saison 5 épisode 10) (série télévisée)